# Daniel Prenn

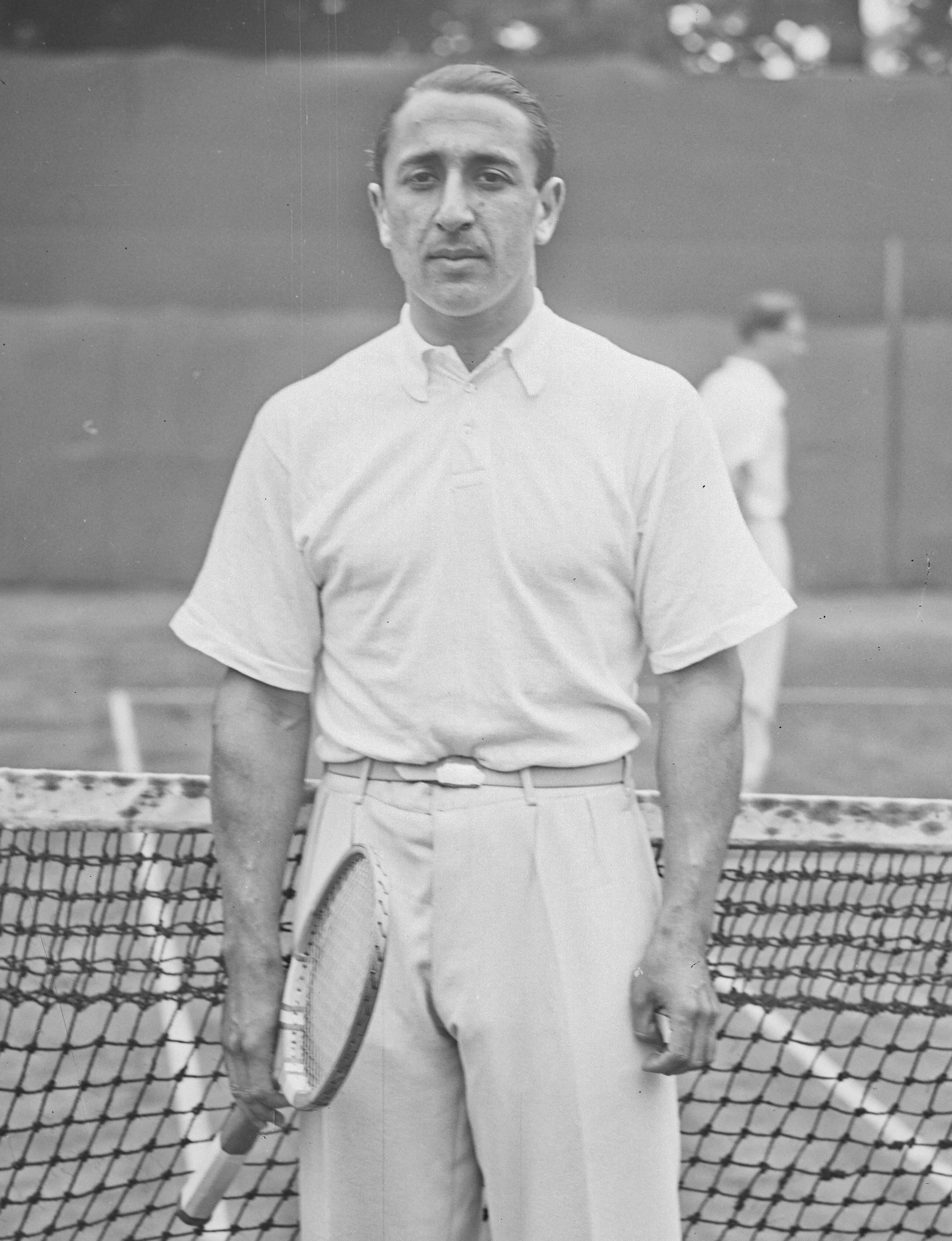
Daniel Prenn (1930)

Daniel Prenn, född 7 september 1904 i Polen, död 3 september 1991, var en tysk-judisk och brittisk ingenjör och tennisspelare, som säsongen 1932 ansågs vara Europas bästa manliga spelare . Prenn upptogs 1981 i International Jewish Sports Hall of Fame.

## Tenniskarriären
Under 1920-talets sista år och de första på 1930-talet var Daniel Prenn internationell toppspelare i tennis. Han rankades inofficiellt som nummer 8 i världen 1929 och som nummer 6 säsongen 1932. Han var tysk etta 1928–1932. I Grand Slam–sammanhang var Prenn måttligt framgångsrik, och nådde en final i mixed dubbel 1930 i Wimbledonmästerskapen tillsammans med Hilde Krahwinkel Sperling. Det tyska paret förlorade mot Jack Crawford/Elizabeth Ryan.
Prenn deltog i det tyska Davis Cup-laget tillsammans med bland andra Hans Moldenhauer 1928–1930 och 1932. Han spelade totalt 31 matcher och vann 21 av dem. Två gånger nådde laget interzonfinal under perioden. Särskilt framgångsrik var Prenn 1932 då han i DC-matcherna besegrade spelare som Fred Perry, Henry Austin, Frank Shields och Giorgio de Stefani. 
Prenn, som var jude, förbjöds efter säsongen 1932 av det tyska tennisförbundet på order av den nytillträdda nazi-regimen att spela för det tyska DC-laget. Beslutet medförde verkningslösa protester från bland andra Perry och Austin . Också den svenske kungen, Gustaf V, deltog i protesterna genom att omedelbart efter ett möte med Adolf Hitler spela en vänskapsmatch mot Prenn.
Prenn valde 1933 att lämna Tyskland och flyttade till England där han blev medborgare. Han fortsatte visserligen under en tid att spela tennis på toppnivå, särskilt som professionell dubbelspelare, men han lyckades inte återvinna sin tidigare spelstyrka. 
Daniel Prenns son, Oliver Prenn, vann 1955 juniorsingeltiteln i Wimbledonmästerskapen.